# 塞尔塞·科斯米
塞尔塞·科斯米（義大利語：Serse Cosmi，1958年5月5日—），意大利足球教练。

## 荣誉
佩鲁贾 (2000–2004)
- 歐洲足協圖圖盃: 2003[1]